# کاکوتا
کاکوتا (انگلیسی: Cácota) یک منطقهٔ مسکونی در کلمبیا است.